# Macmillan Publishers
Macmillan Publishers Ltd, або The Macmillan Group — приватне міжнародне книжкове видавництво, одне з найстаріших видавництв у світі. З 1999 року належить Georg von Holtzbrinck Publishing Group. Здійснює свою діяльність у понад 70 країнах світу і має офіси в 41 країні.

## Історія
Видавництво заснували 1843 року двоє шотландських братів — Даніель та Олександр Макміллани. У ранній період своєї історії Macmillan Publishers опублікувало твори таких авторів: Чарльза Кінгслі (1855), Томаса Г'юза (1859), Френсіс Тернер Палгрейв (1861), Крістіни Росетті (1862), Метью Арнолда (1865), Льюїса Керролла (1865), Альфреда Теннісона (1884), [[Томас Гарді]|Томаса Гарді] (1886) та Редьярда Кіплінга (1890). У наступні роки видавництво продовжило традицію, опублікувавши твори таких відомих авторів, як Вільям Батлер Єйтс, Рабіндранат Тагор, Шон О'Кейсі, Джон Мейнард Кейнс, Чарльз Лангбрідж Морган, Г'ю Волпол, Маргарет Мітчелл, Чарлз Персі Сноу, Румер Годден і Рам Шаран Шарма. 1869 року Macmillan почало публікацію журналу Nature, а в 1877 році опублікувало музичний словник «Grove Dictionary of Music and Musicians».
У 1964 році директором видавництва став колишній Прем'єр-міністр Великої Британії Гарольд Макміллан. Після його смерті компанію очолив його онук Олександр Макміллан.
У 1995 році 70% акцій компанії купив німецький медіаконцерн Georg von Holtzbrinck Publishing Group. 1999 року Holtzbrinck придбав інші 30 % акцій.